# Herbert Giles
Pour les articles homonymes, voir Giles.
Herbert Giles (/ˈhɜːbət dʒaɪlz/ ; 8 décembre 1845 – 13 février 1935) est un diplomate et sinologue britannique. Il modifie la romanisation du chinois développé par Thomas Francis Wade, ce qui produit le système Wade-Giles, très utilisé avant l'arrivée du hanyu pinyin dans les années 1950, principalement dans le monde anglo-saxon. En Chine, il est connu sous son nom chinois : Zhai Lisi.
Ses nombreuses œuvres comprennent des traductions des Entretiens de Confucius, du Dao de jing, du Zuangzi de Tchouang-tseu et, en 1892, le premier dictionnaire chinois-anglais de grande diffusion.

## Biographie
Herbert Allen Giles était le quatrième fils d'un pasteur anglican, John Allen Giles (1808–1884). Il a étudié à Charterhouse puis est devenu diplomate auprès de la Dynastie Qing (1867–1892). Il a vécu plusieurs années à Fort San Domingo (en) (1885–1888), dans l'actuel district de Tamsui, à Taïwan. Il a eu six enfants, Bertram, Valentine, Lancelot (zh), Edith, Mable et Lionel Giles. En 1897, Herbert Giles est devenu le deuxième professeur de langue chinoise de l'université de Cambridge, après Thomas Francis Wade. À l'époque de sa nomination, il n'existait pas d'autres sinologues à Cambridge. Giles a donc pu consacrer la plupart de son temps à l'étude des textes chinois anciens donnés par Wade, publiant ceux qu'il choisissait de traduire.
Ses œuvres plus tardives comprennent une histoire de la peinture chinoise en 1905, et ses Conférences Hibbert (en) de 1914 sur le confucianisme, publiées en 1915 par Williams and Norgate (en). Il a dédié la troisième édition de ses Contes extraordinaires du pavillon du loisir (1916) à ses sept petits-enfants, mais à la fin de sa vie il était brouillé avec tous ses enfants, sauf un. Ardent agnostique, il était aussi un franc-maçon enthousiaste. Il n'est jamais devenu fellow de Cambridge, bien qu'il y ait été professeur pendant 35 ans. Il a finalement pris sa retraite en 1932 et est mort dans sa quatre-vingt-dixième année.

## Héritage et réputation
Giles a reçu le Prix Stanislas-Julien de l'Académie des inscriptions et belles-lettres en 1898 pour son Chinese Biographical Dictionary. Cet ouvrage, généralement considéré comme peu fiable par les sinologues actuels, est décrit par Endymion Wilkinson (en) (Prix Stanislas-Julien 2014) de la manière suivante :

« [il est] rempli d'erreurs et la sélection laisse beaucoup à désirer. Entre un tiers et la moitié des dates sont fausses parce que Giles supposait que si quelqu'un est cité comme mort en 1200 à 63 ans, il ou elle devait être né en 1137 (dans la plupart des cas 1138 aurait été une meilleure estimation). »

Il a aussi été critiqué par l'érudit chinois Gu Hongming (en) (1857–1928), qui a déclaré :

« Le Dictionnaire biographique chinois du Dr. Giles, il faut l'avouer, est le fruit d'un travail immense. Mais là encore, le Dr. Giles fait preuve d'une totale absence du sens commun le plus élémentaire. Dans un tel ouvrage, on s'attendrait à trouver des notices sur seulement des hommes vraiment importants. »

Gu n'appréciait pas non plus le Chinese-English Dictionary de Giles, qu'il a décrit comme n'étant 

« ... en aucune manière un vrai dictionnaire. C'est simplement une collection d'expressions et de phrases, traduites par le Dr. Giles sans aucun effort de sélection, arrangement, ordre ou méthode [et] décidément de moindre valeur que même le vieux dictionnaire du Dr. Williams. »

## Postes diplomatiques
- Vice-consul de Grande-Bretagne dans le district de Mawei (1880–1883)
- Vice-consul de Grande-Bretagne à Shanghai (1883–1885)
- Consul de Grande-Bretagne à Tamsui (1885–1891)
- Consul de Grande-Bretagne à Ningpo (1891–1893)

## Publications
- (en) Herbert Allen Giles, Chinese Without a Teacher, A.H. de Carvalho, 1872 (lire en ligne)
- (en) Herbert Allen Giles, A Dictionary of Colloquial Idioms in the Mandarin Dialect, A.H. De Carvalho, 1873 (lire en ligne)
- (en) Herbert Allen Giles, Synoptical Studies in the Chinese Character, Kelly & Company, 1874 (lire en ligne)
- (en) Herbert Allen Giles, Chinese Sketches, Trübner & Company, 1876 (lire en ligne [archive du 28 mars 2006])
- (en) Herbert Allen Giles, Record of the Buddhistic Kingdoms, Trübner & Co., 1877 (lire en ligne)
- (en) Herbert Allen Giles, Handbook of the Swatow Dialect : With a Vocabulary. [Published with the assistance of the Straits' Government], 1877 (lire en ligne)
- (en) Herbert Allen Giles, From Swatow to Canton : (overland), Trübner, 1877 (lire en ligne)
- (en) Herbert Allen Giles, A glossary of reference, on subjects connected with the Far east, 1878 (lire en ligne)
- (en) Herbert Allen Giles, On Some Translations and Mistranslations in Dr. Williams' Syllabic Dictionary of the Chinese Language, A.A. Marçal, 1879 (lire en ligne)
- (en) Herbert Allen Giles, A Chinese-English Dictionary, B. Quaritch, 1892 (lire en ligne) Volume 1
- (en) Herbert Allen Giles, A Chinese Biographical Dictionary, B. Quaritch, 1892 (lire en ligne) Volumes 1-2
- (en) Herbert Allen Giles, Chinese Poetry in English Verse, 1898 (lire en ligne)
- (en) Thomas Francis Wade et Cambridge University Library (Compiled byHerbert Allen Giles), A catalog of the Wade collection of Chinese and Manchu books in the library of the University of Cambridge, University Press, 1898 (lire en ligne)
- (en) Herbert Allen Giles, A History of Chinese Literature (en), 1901
- Great Religions of the World (1901)
- (en) Herbert Allen Giles, Chinese Without a Teacher : Being a Collection of Easy and Useful Sentences in the Mandarin Dialect, with a Vocabulary, Kelly & Walsh, limited, 1901 (lire en ligne)
- (en) Herbert Allen Giles, China and the Chinese, Columbia University Press, The Macmillan company agents, 1902 (lire en ligne)
- (en) Thomas Lowndes Bullock et Herbert Allen Giles, Progressive Exercises in the Chinese Written Language, Kelly & Walsh, limited, 1902 (lire en ligne)
- (en) Launcelot Cranmer-Byng et Herbert Allen Giles, The never-ending wrong : and other renderings of the Chinese from the prose translations of Herbert A. Giles, Grant Richards, 1902 (lire en ligne)
- (en) Herbert Allen Giles, An Introduction to the History of Chinese Pictorial Art, Keloy & Walsh, ld., 1905 (lire en ligne)
- The Religions of Ancient China (1906)
- (en) Herbert Allen Giles, Chinese Fairy Tales, 1911
- (en) Herbert Allen Giles, The Civilization of China, 1911
- (en) Herbert Allen Giles, China and the Manchus, The University Press, 1912 (lire en ligne)
- "China" in History of the Nations (1913)
- Confucianism and Its Rivals (1915)
- How to Begin Chinese: The Hundred Best Characters (1919)
- The Second Hundred Best Characters (1922)
- Revision of Bullock's Progressive Exercises (1922)
- Chuang Tzǔ: Mystic, Moralist, and Social Reformer (1926, Shanghai)
- The Chinese and Their Food (Zhonghua Fanshi) (1947, Shanghai) (posthumous)
- "The Memoirs of H.A. Giles"  East Asian History 13 (1997): 1–90. Dated 1925.

## Sources
- (en) Cooley, James C., Jr. T.F. Wade in China: Pioneer in Global Diplomacy 1842–1882. Leiden: E. J. Brill, 1981.
- (en) Minford, John and Tong Man. "Whose Strange Stories? P'u Sung-ling (1640–1715), Herbert Giles (1845–1935), and the Liao-chai chih-i" (Archive). East Asian History 17/18 (1999), p. 1–48. Accessed 1 February 2014.
- (en) Giles, Herbert, Edited and with an Introduction by Charles Aylmer, "The Memoirs of H.A. Giles", East Asian History.13 (1997): 1–90.
- (en) « Herbert Giles », dans Encyclopædia Britannica [détail de l’édition], 1911 (lire sur Wikisource).

- (en) Cet article est partiellement ou en totalité issu de l’article de Wikipédia en anglais intitulé « Herbert Giles » (voir la liste des auteurs).